# Ká Semedo
Carlos Manuel Lobo Pires Semedo (sinh ngày 1 tháng 9 năm 1994) hay Ká Semedo, là một cầu thủ bóng đá người Cabo Verde thi đấu cho Sertanense F.C. theo dạng cho mượn từ Vitória S.C. B, ở vị trí tiền đạo.

## Sự nghiệp bóng đá
Vào ngày 11 tháng 4 năm 2015, Ká Semedo có màn ra mắt cho Vitória Guimarães B trong trận đấu tại Giải bóng đá hạng nhất quốc gia Bồ Đào Nha 2014–15 trước Tondela.